# Langenried (Breitenbrunn)
Langenried ist ein Gemeindeteil des Marktes Breitenbrunn im Landkreis Neumarkt in der Oberpfalz in Bayern.

## Geographie
Der Weiler liegt circa zwei Kilometer nördlich des Gemeindesitzes im Oberpfälzer Jura auf circa 512 m ü. NHN auf der Jurahochfläche.

## Verkehr
Man erreicht den Ort von einer in westlicher Richtung verlaufenden Abzweigung von der Staatsstraße 2234 her. Diese Gemeindeverbindungsstraße führt weiter bis zum ehemaligen Kemnather und heutigen Breitenbrunner Gemeindeteil Geishof.

## Geschichte
Ein Langenreuth ist 1145 in der Teyntzerschen Chronik des Klosters Plankstetten genannt, wahrscheinlich das heutige Langenried. 1516 ist der Weiler mit vier Untertanen in einem Abgabenverzeichnis der zu diesem Zeitpunkt den Wildensteinern gehörenden Herrschaft Breitenegg verzeichnet. Innerhalb dieser Herrschaft gehörte der Weiler zur Gemeinde Kemnathen. Nach mehreren Besitzwechseln ging die Herrschaft Breitenegg 1792 an Kurfürst Karl Theodor über.
Im Königreich Bayern (1806) wurde Kemnathen und damit auch der Weiler Langenried, bestehend aus sechs Anwesen, nämlich dem Bauern Schart, 4 Köblern und einem gemeindlichen Hirtenhaus, zunächst ein Steuerdistrikt, mit dem zweiten Gemeindeedikt von 1818 eine Ruralgemeinde, die außer Kemnathen und Langenried noch sieben Gemeindeteile umfasste.
Mit der Gebietsreform in Bayern wurde die Gemeinde Kemnathen aufgelöst und die seit 1956 nach der Eingliederung von Rasch zehn Gemeindeteile und damit auch Langenried zum 1. Januar 1978 in den Markt Breitenbrunn im Landkreis Neumarkt eingegliedert.
1871 verzeichnete Bayern für Langenried 49 Einwohner, 21 Gebäude, an Großvieh 2 Pferde und 22 Stück Rindvieh. 1900 lebten in Langenried ebenfalls 49 Einwohner in zehn Wohngebäuden. 1987 betrug die Zahl der Bewohner 43, die der Wohngebäude neun. Bis 2012 war die Einwohnerzahl auf 40 zurückgegangen.

## Kirchliche Verhältnisse
Langenried gehörte im 19. Jahrhundert mit 5 Häusern zur katholischen Pfarrei Breitenbrunn und mit 4 Häusern zur katholischen Pfarrei Kemnathen im Bistum Eichstätt. 1938 wohnten hier 49 Katholiken und keine Andersgläubigen.
1855 errichtete der Langenrieder Bauer Joseph Schart seine Privatkapelle St. Salvator. Sie gilt als Denkmal.